# Atrichopogon dekeyseri
Atrichopogon dekeyseri är en tvåvingeart som beskrevs av Clastrier 1959. Atrichopogon dekeyseri ingår i släktet Atrichopogon och familjen svidknott.
Artens utbredningsområde är Senegal. Inga underarter finns listade i Catalogue of Life.